# Lev Jourbine
Lev (Liova) Jourbine, transcrit en anglais en Ljova Zhurbin, né le 18 août 1978 à Moscou, en Russie, est un compositeur, altiste et arrangeur. Il collabore fréquemment avec le violoncelliste Yo-Yo Ma en particulier pour le Silk Road Project ainsi qu'avec le Kronos Quartet.

## Carrière
Ljova est l'auteur de près de 70 compositions originales dans les domaines de la musique classique, du jazz et de la musique folklorique. Il a également composé de nombreuses musiques pour des courts et longs métrages.
Liova a émigré aux États-Unis en 1990 et vit actuellement à New York. Il est le fils d'Alexandre Jourbine, un des compositeurs russes les plus connus.  
Plus récemment, les arrangements et les concerts d'alto de Liova se sont retrouvés sur des enregistrements Sony avec Yo-Yo Ma ("Silk Road Journeys: Beyond the Horizon") ainsi qu'avec Dawn Upshaw et les Andalucian Dogs chez Deutsche Grammophon, proposant des musiques de Luciano Berio et Osvaldo Golijov. Ces deux enregistrements ont été nommés aux Grammy Awards in 2005.  Liova a publié son premier CD solo en juillet 2006. 